# ホスホフルクトキナーゼ
ホスホフルクトキナーゼ（Phosphofructokinase、PFK）は、フルクトース-6-リン酸に作用する酵素で、全部で2つのタイプがある。
- ホスホフルクトキナーゼ1(EC 2.7.1.11)…フルクトース-1,6-ビスリン酸に変換する。
- ホスホフルクトキナーゼ2(EC 2.7.1.105)…フルクトース-2,6-ビスリン酸に変換する。

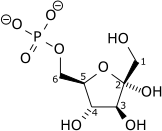
フルクトース-6-リン酸
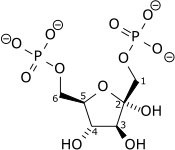
フルクトース-1,6-ビスリン酸
フルクトース-2,6-ビスリン酸